# Дом братьев Садыховых
Дом братьев Садыховых — пятиэтажное историческое здание в Баку. Дом расположен на пересечении улицы Истиглалият и улицы Ниязи, напротив Филармонического сада. 2 августа 2001 года по решению Кабинета министров Азербайджанской Республики № 132 здание было зарегистрировано как памятник архитектуры местного значения.

## История
Общероссийский конкурс на дизайн дома Садыховых был объявлен в 1909 году. Дом был построен в 1910—1912 годах по проекту гражданского инженера Г. М. Тер-Микелова в стиле национально-романтической архитектуры.
Здание возведено на месте старого кладбища. Сохранился отражающий этот факт анекдот, согласно которому заказчик Кербелай Садыхов на вопрос друзей о том, зачем он строит дом в таком неудачном месте, ответил: «Место преотличное! Сам губернатор разбил сад перед моими окнами!»
Во времена СССР дом был национализирован, в здании находился Центральный исполнительный комитет Азербайджанской ССР.

## Архитектура
Здание характерно для восточной архитектуры, но местные климатические условия привели к тому, что у него много балконов и лоджий. Здание характеризуется разнообразной композиционной структурой и архитектурными работами, элегантными элементами и деталями местной архитектуры.

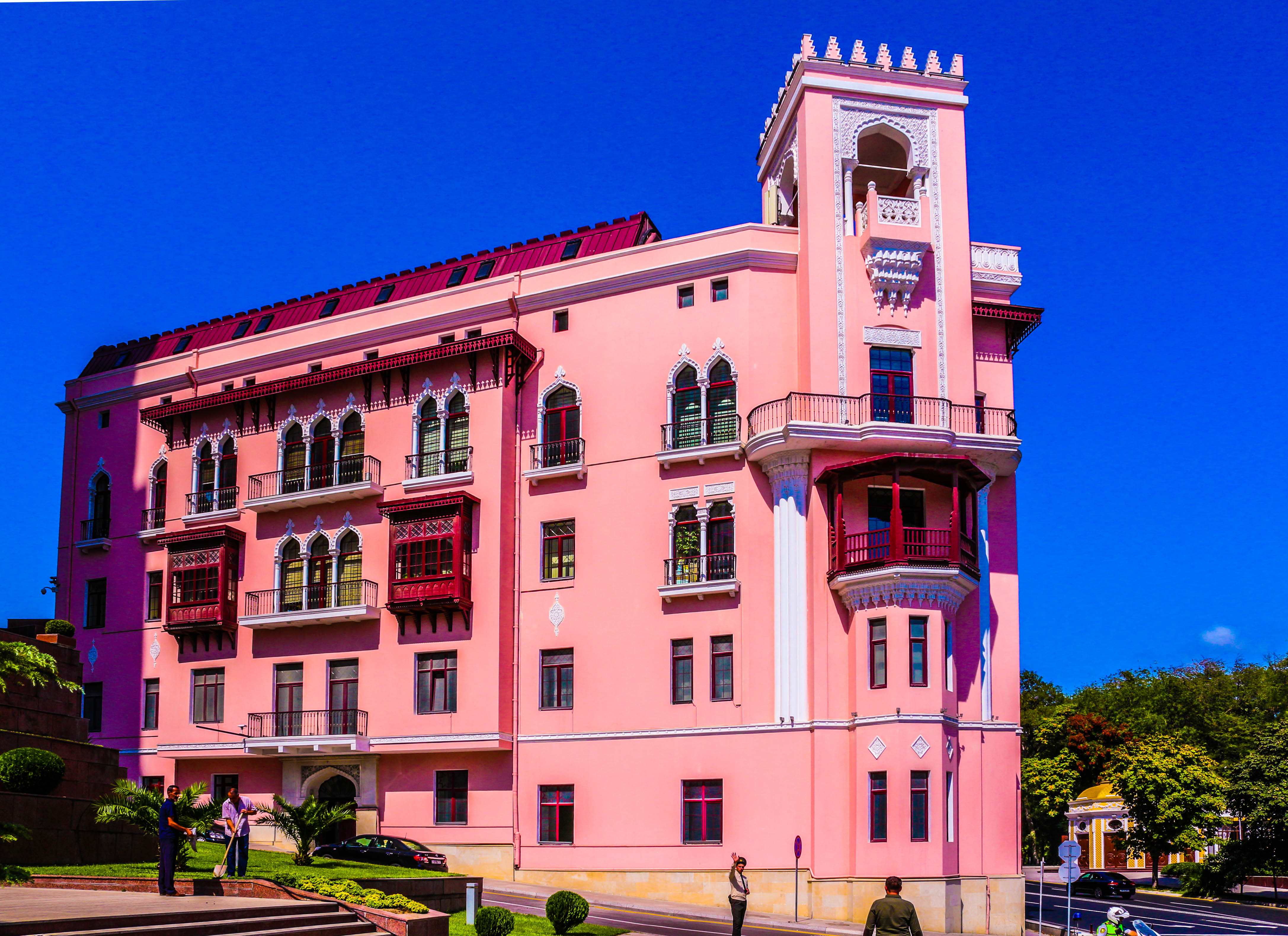
Левый фасад дома Садыховых
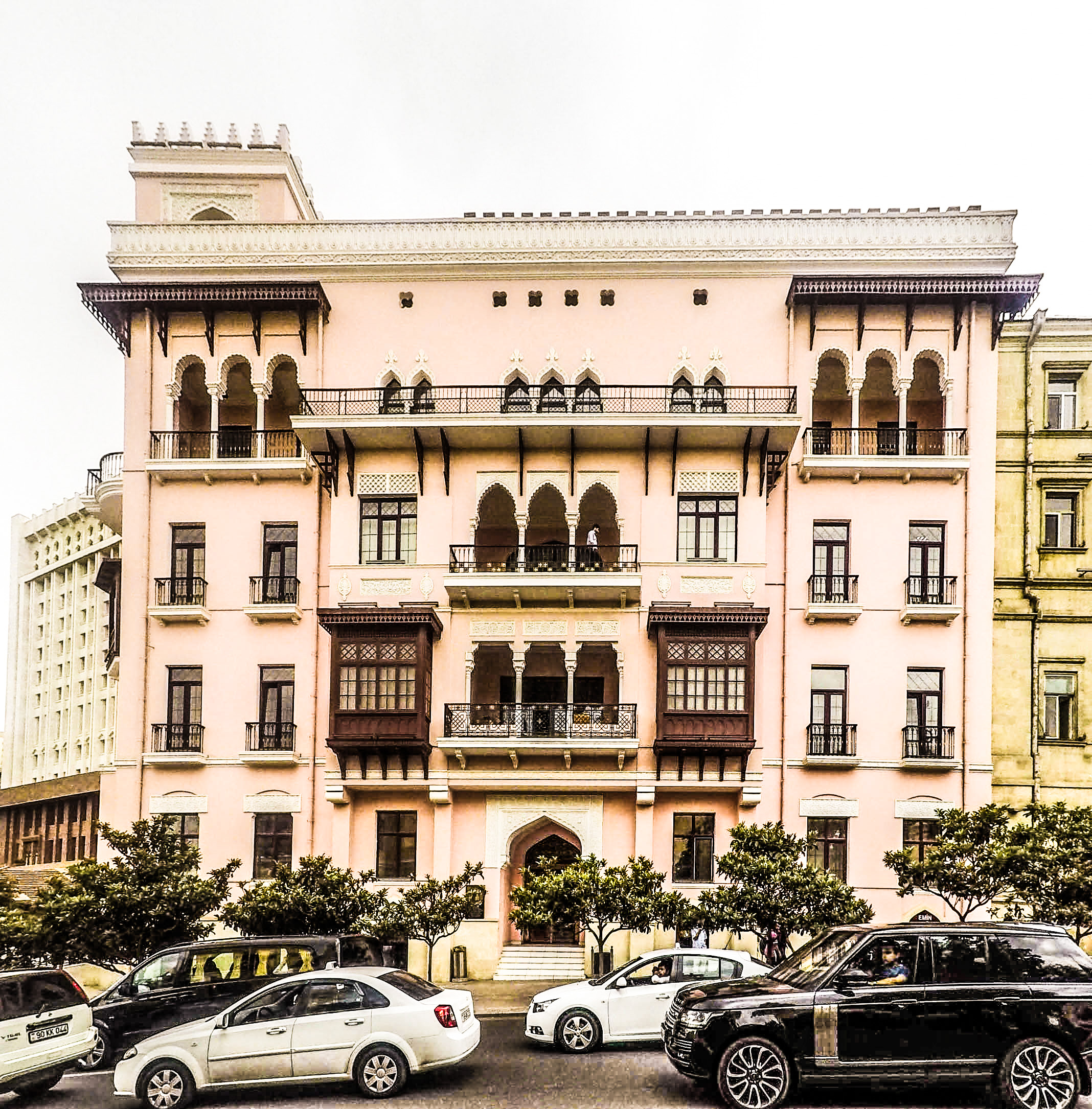
Правый фасад дома
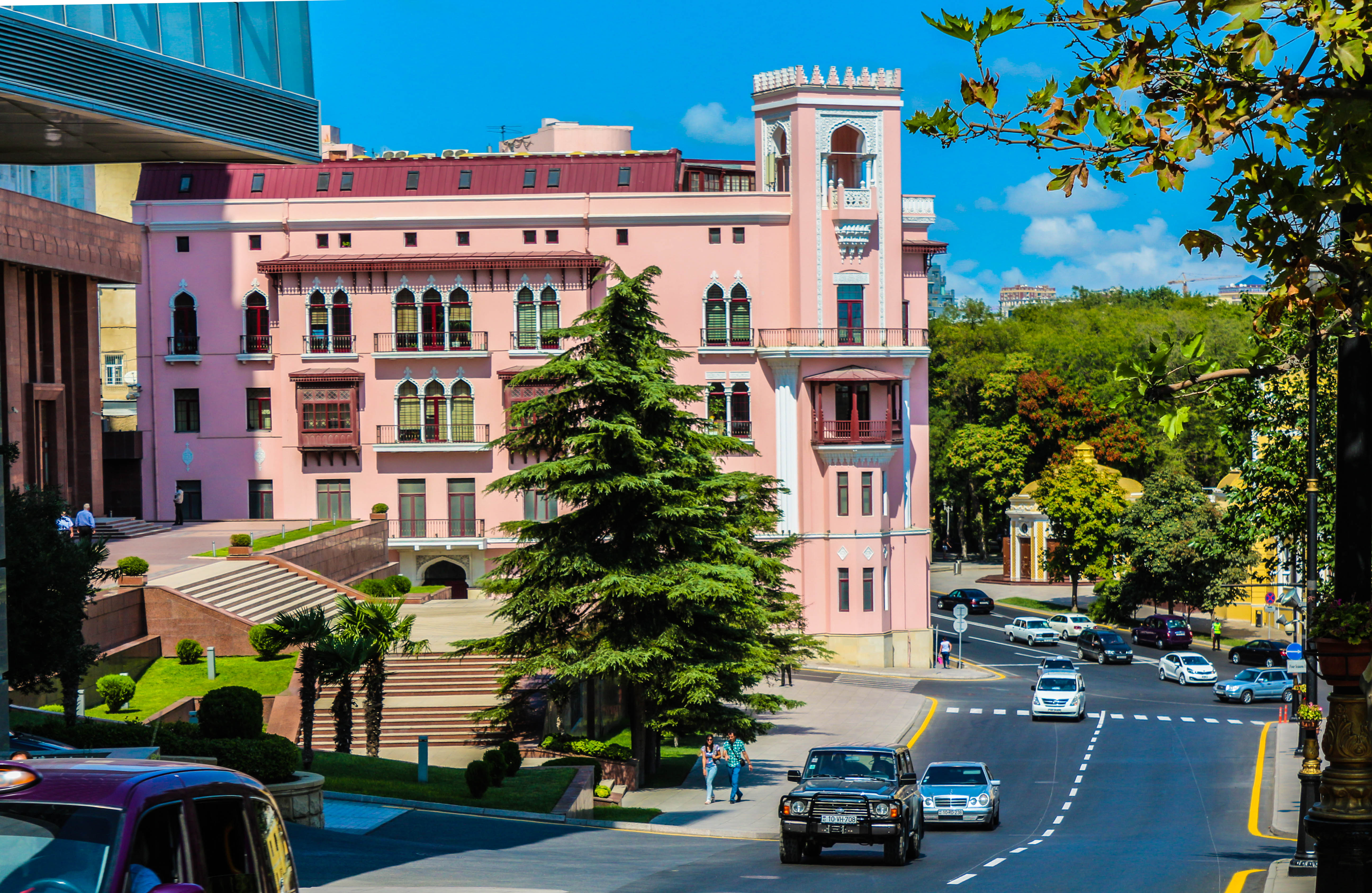
Вид дома Садыховых с улицы Истиглалият